# Willie Smith (saxofonist, 1910)
William McLeish Smith (Charleston (South Carolina), 25 november 1910 - Los Angeles, 7 maart 1967) was een Amerikaanse jazz-saxofonist en -klarinettist. Hij was naast Johnny Hodges en Benny Carter een van de belangrijkste altsaxofonisten van het swingtijdperk en werkte onder meer in de orkesten van Duke Ellington, Jimmie Lunceford en Harry James.
Willie Smith werd in 1929 altsaxofonist in de band van Jimmie Lunceford, waar hij een van de sterren werd. Hij zong er af en toe, speelde er naast de sax ook klarinet en schreef er arrangementen. In 1940 had hij enige tijd een eigen kwintet. In 1942 verliet hij de band, speelde een tijd met Charlie Spivak en werkte een jaar bij de marine. Hij werd lid van het orkest van Harry James, waar hij beter betaald kreeg. Hij bleef hier zeven jaar: in 1951 wist Ellington hem en twee andere bandleden van James (Louie Bellson en Juan Tizol) te strikken voor hem te komen werken. Hij verving hier Johnny Hodges. Smith werkte kort bij het orkest van Billy May en keerde in 1954 terug naar Harry James. Hij speelde af en toe in de Jazz at the Philharmonic-concerten. In 1965 nam hij zijn enige eigen plaat op. Verder maakte hij opnames met Charlie Barnet. Willie Smith stierf aan kanker.

## Discografie
- Live in '45 (Willie Smith & the Harry James All Stars), Vipers Nest gold, 1997
- A Sound Of Distinction (opnames 1945-1951), Ocium, 2002

- Biblioteca Nacional de España: XX1016549
- Bibliothèque nationale de France: cb13899885d (data)
- Gemeinsame Normdatei: 135269369
- International Standard Name Identifier: 0000 0000 8403 4013
- Library of Congress Control Number: n91115274
- MusicBrainz: 2a3fb3ab-fc87-4094-9bfb-64640aa183a6
- Nationale Bibliotheek van Israël: 987007411811205171
- LIBRIS: 351026
- Système universitaire de documentation: 158363671
- Virtual International Authority File: 100230500
- WorldCat: E39PBJdcB833bwrPh6wtC3bTpP